# Floridichthys
Floridichthys is een geslacht van straalvinnige vissen uit de familie van de eierleggende tandkarpers (Cyprinodontidae).

## Soorten
- Floridichthys carpio (Günther, 1866)
- Floridichthys polyommus Hubbs, 1936